# Alfred Eisenbeisser
Alfred Eisenbeisser (roumain : Alfred « Fredi » Fieraru), né le 7 avril 1908 à Czernowitz en Autriche-Hongrie et mort le 1er juillet 1991 à Berlin en Allemagne, est un joueur de football et patineur artistique roumain. Il fait partie de la minorité allemande de Bucovine.

## Carrière

### Football
Alfred Eisenbeisser commence sa carrière au Jahn Cernăuți. En 1930, il rejoint l'équipe de Cernăuți, les Dragoș Vodă, juste après avoir été sélectionné pour jouer la coupe du monde 1930 avec l'équipe de Roumanie. Il fait ses débuts internationaux durant le tournoi, et joue deux matchs contre le Pérou et l'Uruguay.
Lors de son retour en Roumanie, il attrape une pneumonie après un bain d'eau froide. Il est interné dans un hôpital lors de son arrivée à Gênes, tandis que le staff roumain prie pour lui et lui fait l'eucharistie, du fait de sa situation critique.
Lorsque les joueurs roumains rentrent en Roumanie, ils annoncent la mort d'Eisenbeisser. Mais il est finalement guéri et rentre au pays au moment même où sa mère prépare ses funérailles (elle s'évanouit lorsqu'elle le voit en vie).
Après avoir joué deux années au Dragoș Vodă Cernăuți, il est transféré au Venus FC Bucarest, et joue son premier match en octobre 1932 contre le CA Oradea. Lors de la seconde saison sur les dix qu'il passe au club, il remporte le championnat de Roumanie. Il en gagne deux autres en 1937 et 1939.
Il prend sa retraite footballistique en 1944.

### Patinage artistique
Alfred est également un patineur artistique célèbre. Aux championnats d'Europe de 1934, lui et sa partenaire Irina Timcic finissent 7e chez les pairs.
Encore avec Irina Timcic, il prend part aux Jeux olympiques d'hiver de 1936. Ils finissent 13e.
Sa dernière compétition officielle est les championnats d'Europe 1939, où il finit 9e avec sa partenaire Ileana Moldovan.

## Palmarès

### Football
- Champion de Roumanie (trois fois) : 1933-34, 1936-37, 1938-39

### Patinage artistique
- Championnats d'Europe de patinage artistique : 7e (1934 - avec Irina Timcic), 9e (1939 - avec Ileana Moldovan)
- Jeux olympiques d'hiver : 13e (avec Irina Timcic)